# Roar Martinsen
Roar Martinsen (14 settembre 1937) è un ex calciatore norvegese, di ruolo portiere.

## Carriera

### Club
Martinsen giocò con la maglia dell'Asker, prima di trasferirsi al Lyn Oslo. Esordì in squadra il 26 aprile 1963, schierato titolare nel pareggio per 1-1 in casa dello Skeid. Il 10 settembre 1963 debuttò nelle competizioni europee, schierato titolare nella sconfitta casalinga per 2-4 contro il Borussia Dortmund, in un incontro valido per la Coppa dei Campioni 1963-1964. Diede il proprio contributo per la vittoria del campionato 1964. Rimase al Lyn Oslo fino al 1965.

### Nazionale
Martinsen conta 3 presenze per la Norvegia under 21.

## Palmarès

### Club

#### Competizioni nazionali
- Campionato norvegese: 1

Lyn Oslo: 1964